# Старопутиловский вал
Старопути́ловский вал — улица в Невском районе Санкт-Петербурга. Проходит от Большого Смоленского проспекта до улицы Ольги Берггольц.

## История
Название Старопутиловский вал возникло в 1880-е годы, происходит от наименования Путиловской железной дороги, которая соединяла промышленные предприятия Невской заставы с Путиловским заводом. Употреблялись также варианты Старо-Путиловский вал и Путиловский вал.

## Достопримечательности
- Завод «Патриот»